# Nikol Pašinjan
Nikol Pašinjan (arménsky Նիկոլ Փաշինյան; * 1. června 1975, Idževan, Arménská SSR) je od května 2018 premiérem Arménie. Dříve pracoval jako novinář.

## Život

### Mládí
Jméno dostal po svém dědovi z otcovy strany – vojákovi Rudé armády, který zahynul na kavkazské frontě v roce 1943, během Velké vlastenecké války. Jeho otec Vova Pašinjan pracoval jako učitel tělesné výchovy a fotbalový trenér. Jeho matka Světlana Pašinjan zemřela v roce 1987, když mu bylo jen 12 let. Vychovávala ho jeho nevlastní matka Erjanik Čibuchčjan, která byla druhou manželkou jeho otce. Má dva starší bratry – Armena a Artaka, kteří oba sloužili v armádě, proto Nikol Pašinjan jako třetí syn nemusel narukovat do armády.
Během roku 1988 v rámci tzv. karabachského hnutí vedl školní stávky, pochody a demonstrace za připojení Náhorního Karabachu k Arménii.
Počátkem 90. let se přestěhoval do Jerevanu, kde zahájil studium žurnalistiky, školu však nedokončil. Koncem téhož desetiletí nicméně založil noviny Hajkakan Žamanak (Armenian Time), které se později staly nejprodávanějšími v zemi.
V prezidentské volbě roku 2008 podporoval Levona Ter-Petrosjana, kterého však porazil Serž Sarkisjan. Poté došlo k protestům, k nimž se přidaly násilnosti. Osm lidí bylo zabito. Pašinjan, po kterém kvůli organizaci protestů pátrala policie, se proto skrýval. Sám se přihlásil policii až v červenci 2009 poté, co byla vyhlášena amnestie.
V květnu 2012 byl Pašinjan zvolen do arménského parlamentu.

### Premiérem Arménie
Pašinjan se podílel na organizaci protestů proti koncentraci moci ze strany bývalého prezidenta a premiéra Sarkisjana také na jaře 2018. Spolu s dalšími opozičníky byl na jeden den zatčen.
Když Sarkisjan po šesti dnech ve funkci předsedy vlády pod tlakem masových protestů rezignoval, stal se kandidátem na premiéra Pašinjan. Dne 1. května 2018 ale ještě nebyl zvolen. Stalo se tak na druhý pokus, a to 8. května 2018.
Pašinjan považuje za své priority upevňování vztahů s Evropskou unií a bezvízový režim s unijními státy. Na blízkých vztazích s Ruskem tehdy nehodlal nic měnit. „Vojenské partnerství s Ruskem považujeme za důležitý faktor zajišťující bezpečnost,“ uvedl. Hodlal také usilovat o mezinárodní uznání Náhorně-karabašské republiky.
Dne 16. října 2018 na svou funkci rezignoval. V prosinci téhož roku jeho strana přesvědčivě zvítězila ve volbách a v lednu 2019 Pašinjan sestavil svou druhou vládu.
V červnu 2020 u něj byla potvrzena nákaza nemocí covid-19.
Dne 25. dubna 2021 rezignoval na funkci premiéra Arménie, aby umožnil předčasné parlamentní volby. Rozhodl se znovu kandidovat ve volbách, aby získal silný mandát. Dne 21. června 2021 jeho strana Občanská smlouva získala 53,92 % hlasů a stala se vítězem předčasných voleb. 

## Atentát
V listopadu 2004, kdy byl Pašinjan hlavním editorem deníku Hajkakan žamanak, vybuchlo v době jeho obvyklého odjezdu z práce jeho auto, zaparkované před redakcí. Podle Pašinjana za atentátem stál bohatý podnikatel Gagik Carukjan, o kterém noviny negativně referovaly. Podle policie však za výbuch mohla závada autobaterie.